# Gugsa z Jedżu
Gugsa z Jedżu (ur. ? - zm. 23 maja 1825) – ras Begiemdyru i regent Etiopii od 1798 do swojej śmierci.

## Życiorys
Gugsa pochodził z dynastii Sjera Guangul, czyli wodzów z plemienia Jedżu Oromo, rządzącej cesarzami gonderskimi w czasie okresu rozbicia dzielnicowego kraju, zwanego zemene mesafynt. Był synem Merse Barentu i Kefej, siostry rasa Aligaza. Według angielskiego podróżnika Nathaniela Pearce'a przyjął chrześcijańskie imię Uelde Mikael. Gugsa wydał jedną ze swoich córek za dedżazmacza Meru z Dembiji, a drugą za dedżazmacza Hajle Marjama. Gdy Gugsa obejmorzał rząd rasa Begiemdyru, jego siedziba mieściła się w Lebo, górskim rejonie położonej 60 kilometrów na południowy wschód od Gonderu. Gugsa z Jedżu zmarł w 1825 z przyczyn naturalnych. Pochowano go w Kościele Ijesusa w Debre Tabor.

## Reforma rolna
Zaraz po objęciu stanowiska enderasa, Gugsa skonsolidował władzę poprzez wywłaszczenie możnowładców, na kontrolowanych przez siebie częściach Etiopii, czyli przede wszystkim Begiemdyrze. Dokonał tego w 1800, ogłaszając, że w imieniu cesarza prawo do tytułu dzierżawy gruntu będzie zmienione z wolnej własności, którą można swobodnie dysponować i użytkować, na stałą własność cesarską. Oznaczało to usunięcie niewygodnych dla regenta możnych. Początkowo chłopstwo entuzjastycznie przyjęło nową uchwałę, wierząc, że uzyskają korzyści z usunięcia swoich dotychczasowych panów. Jednakże, gdy ras Gugsa wywłaszczał wielkie rody rok po roku, pod różnymi pretekstami, chłopi stracili swoich ostatnich protektorów. Ziemie w dużej części przeszły w posiadanie żołnierzy. Byli oni tak chciwi, że całe wsie porzucały swoje ziemie i przenosiły do sąsiednich terenów. Wówczas wielu chłopów wstępowało do armii. Woleli niebezpieczne życie na wojnie, niż poddaństwo na własnej ziemi.

## Udział w sporach wewnątrzkościelnych
W 1803 ras Gugsa wziął udział w sporach doktrynalnych wewnątrz Kościoła etiopskiego, podzielając zdanie iczegie Ueldy Jony w sprawie wydalenia zwolenników kybat z Begiemdyru. 12 września tego samego roku Gugsa wykorzystał śmierć abuny Josaba III i splądrował majątek należący do episkopatu duchowieństwa etiopskiego.